# Dorna (Grimma)
Dorna ist ein zur Ortschaft Döben der Großen Kreisstadt Grimma gehöriges Dorf im Landkreis Leipzig in Sachsen. Es wurde am 1. Januar 1957 nach Grimma eingemeindet. Am 1. Januar 1967 erfolgte die Umgliederung nach Döben, mit dem es am 1. Januar 1994 wiederum zur Stadt Grimma kam.

## Geographie

### Geographische Lage und Verkehr

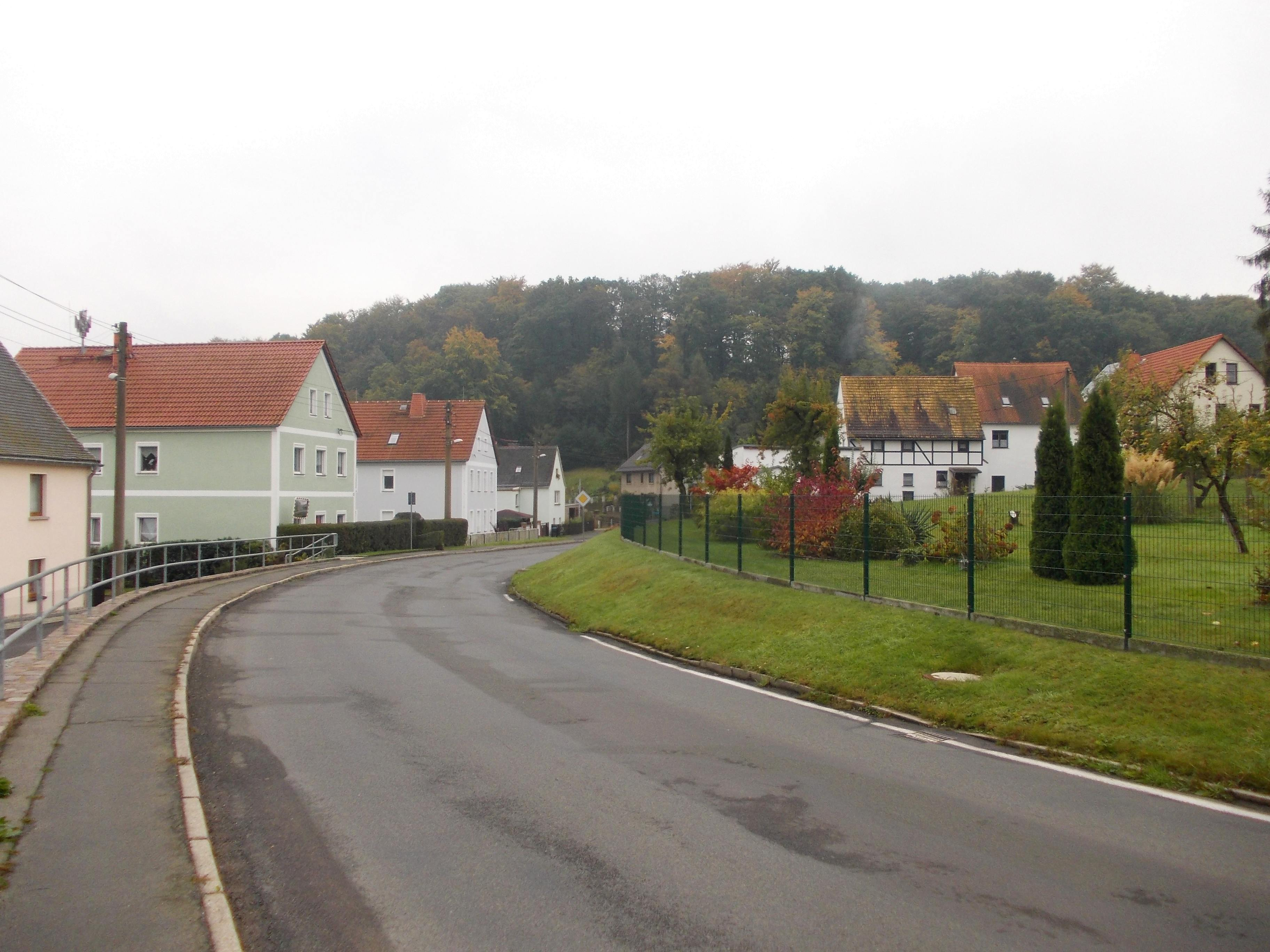
Nerchauer Landstraße

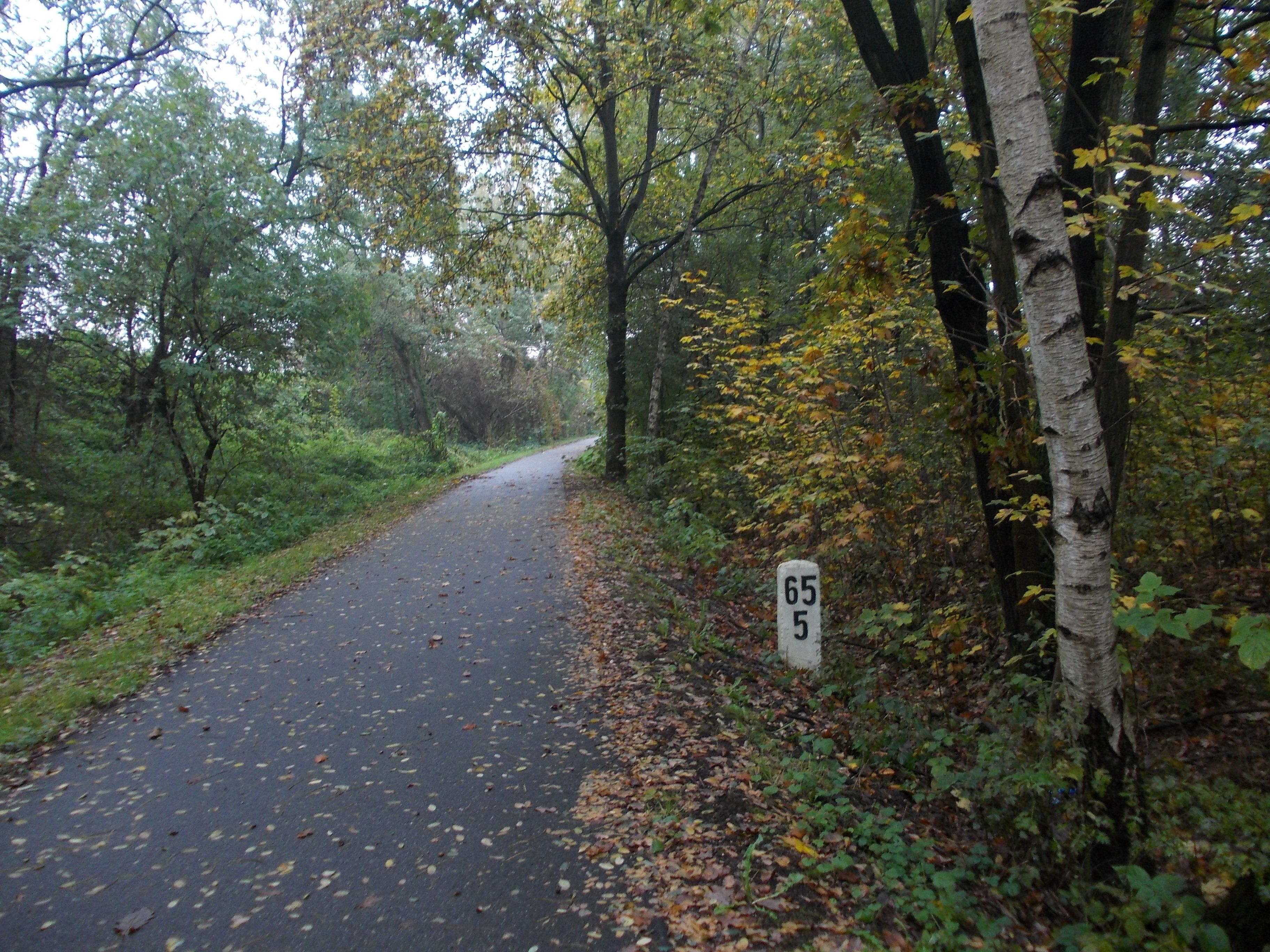
Muldentalbahn-Radweg bei Dorna

Dorna liegt etwa 3 Kilometer östlich von Grimma über dem rechten Ufer der Vereinigten Mulde.
Zwischen 1877 und 1967 verlief nördlich und östlich von Dorna die Bahnstrecke Glauchau–Wurzen (Muldentalbahn), deren Trasse heute als Muldentalbahn-Radweg Teil des Mulderadwegs ist. Der an dieser Bahnstrecke gelegene Haltepunkt Dorna–Döben befand sich östlich des Orts und wurde von 1910 bis 1967 im Personenverkehr bedient.

### Nachbarorte
| Hohnstädt |                                             | Bahren |
|           | Kompassrose, die auf Nachbargemeinden zeigt |        |
| Grimma    | Neunitz                                     | Döben  |

## Geschichte
Der ursprüngliche Rundling mit Dorfzeile in der Muldenaue ist altes Siedlungsland, vor 1000 Jahren bestand nahe Dorna in der Nähe der Mulde eine slawische Siedlung. Es liegen wertvolle Funde aus der Latènezeit (ca. 450 v. Chr.) vor, u. a. eine bronzene Gewandfibel. Dorna wurde im Jahr 1320 als Turnowe erwähnt. Bezüglich der Grundherrschaft gehörte Dorna im Jahr 1548 anteilig zu den Rittergütern Döben und Zehmen und um 1696 und später anteilig zu den Rittergütern Döben und Böhlen. Kirchlich ist Dorna seit jeher nach Döben eingepfarrt.
Dorna gehörte bis 1856 zum kurfürstlich-sächsischen bzw. königlich-sächsischen Erbamt Grimma. Bei den im 19. Jahrhundert im Königreich Sachsen durchgeführten Verwaltungsreformen wurden die Ämter aufgelöst. Dadurch kam Dorna im Jahr 1856 unter die Verwaltung des Gerichtsamts Grimma und 1875 an die neu gegründete Amtshauptmannschaft Grimma. Am 1. Mai 1910 erhielt Dorna mit der gleichnamigen Station (ab 18. Juni 1910 „Dorna-Döben“) Eisenbahnanschluss an der 1877 eröffneten Bahnstrecke Glauchau–Wurzen (Muldentalbahn). Am 28. Mai 1967 wurde der Verkehr auf dieser Strecke endgültig eingestellt.
Durch die zweite Kreisreform in der DDR im Jahr 1952 wurde die Gemeinde Dorna dem Kreis Grimma im Bezirk Leipzig angegliedert. Am 1. Januar 1957 wurde Dorna nach Grimma eingemeindet, am 1. Januar 1967 erfolgte die Umgliederung in die neu gebildete Gemeinde Döben. Als Teil der Gemeinde Döben kam Dorna im Jahr 1990 zum sächsischen Landkreis Grimma, der 1994 im Muldentalkreis bzw. 2008 im Landkreis Leipzig aufging. Seit der Eingemeindung von Döben nach Grimma am 1. Januar 1994 bildet Dorna einen von vier Ortsteilen der Ortschaft Döben der Stadt Grimma. Im Dezember 2004 erfolgte nach 4-monatiger Bauzeit die Verkehrsfreigabe des überwiegend die alte Bahntrasse nutzenden Muldentalbahn-Radweges zwischen Grimma und Wurzen.

### Ortsname
Die Ersterwähnung als Turnowe lässt eine Herleitung vom altsorbischen *Tornov zu torn für „Dorn“ zu, vgl. Tarnow und Trnová.

### Entwicklung der Einwohnerzahl
| Jahr    | Einwohnerzahl                             |
| ------- | ----------------------------------------- |
| 1548/51 | 10 besessene Mann, 6 Inwohner, 4 Hufen    |
| 1764    | 11 besessene Mann, 3 Häusler, 3 1⁄8 Hufen |
| 1834    | 81                                        |
| 1871    | 135                                       |

| Jahr | Einwohnerzahl |
| ---- | ------------- |
| 1890 | 231           |
| 1910 | 175           |
| 1925 | 179           |
| 1939 | 149           |

| Jahr | Einwohnerzahl |
| ---- | ------------- |
| 1946 | 174           |
| 1950 | 194           |